# 若松村 (茨城県)
若松村（わかまつむら）は茨城県鹿島郡にかつて存在した村である。

## 地理
- 現在の神栖市の南部に位置する。
- 村域のほとんど平地になっている。
- 村は利根川の北岸に位置している。

## 歴史

### 村域の変遷
- 1889年（明治22年）4月1日 - 町村制施行により、柳川新田・須田新田・太田新田が合併し鹿島郡若松村が発足。
- 1956年（昭和30年）2月15日 - 市町村合併により消滅。
  - 太田新田の一部は神栖村に編入。
  - 残部は波崎町に編入。
- 1980年（昭和55年） - 波崎町内の旧村域の一部（柳川の一部）が神栖町に編入。

変遷表
| 1868年 以前 | 1868年 以前   | 明治22年 4月1日 | 昭和31年 2月15日 | 昭和45年 1月1日 | 昭和55年 | 平成17年 8月1日 | 現在   |
| ----------- | ------------- | --------------- | ---------------- | --------------- | -------- | --------------- | ------ |
|             | 太田新田      | 若松村          | 神栖村 に編入    | 町制            | 神栖町   | 市制            | 神栖市 |
|             | 太田新田      | 若松村          | 波崎町 に編入    | 波崎町          | 波崎町   | 神栖町 に編入   | 神栖市 |
|             | 須田新田      | 若松村          | 波崎町 に編入    | 波崎町          | 波崎町   | 神栖町 に編入   | 神栖市 |
|             | 柳川新田      | 若松村          | 波崎町 に編入    | 波崎町          | 波崎町   | 神栖町 に編入   | 神栖市 |
|             | 神栖町 に編入 | 若松村          | 波崎町 に編入    | 波崎町          | 市制     |                 | 神栖市 |

## 人口・世帯

### 人口
総数 [単位： 人]
| 1891年（明治24年） | 2,495 |
| 1920年（大正 9年） | 3,618 |
| 1935年（昭和10年） | 3,966 |
| 1950年（昭和25年） | 5,466 |

### 世帯
総数 [単位： 世帯]
| 1920年（大正 9年） | 635 |
| 1935年（昭和10年） | 626 |
| 1950年（昭和25年） | 831 |

## 交通

### 道路
- 二級国道
  - 国道124号